# Klingholz (Giebelstadt)
Klingholz ist ein Gemeindeteil des Marktes Giebelstadt im unterfränkischen Landkreis Würzburg in Bayern.

## Lage
Klingholz ist der nördlichste Gemeindeteil von Giebelstadt, vier Kilometer nördlich vom Zentrum des Hauptortes und östlich der Bundesstraße 19.

## Geschichte
In den Amtlichen Ortsverzeichnissen für Bayern wird Klingholz erstmals in der Ausgabe von 1952 erwähnt, als Einöde in der Gemeinde Eßfeld mit zwei Wohngebäuden und sieben Einwohnern (1950). Bei der Volkszählung 1961 wurden sieben Einwohner und ein Wohngebäude festgestellt. Von 1968 bis 1996 bestand im Ortsteil Klingholz die Emil-von-Behring-Kaserne mit der Sanitätsschule der Luftwaffe, deren Umnutzung zu einem Innovationspark im Jahr 1999 begann.  Als Daten der Volkszählung von 1970 sind 73 Einwohner und die topographische Angabe  „Anstalt“ dokumentiert, für 1987 lauten die Daten für den Gemeindeteil Klingholz, der durch die Eingemeindung Eßfelds zu Giebelstadt gekommen war, „Anstalt“ mit 33 Einwohnern. Im westlich an Klingholz angrenzenden Gemeindegebiet von Reichenberg wurde ein Gewerbegebiet namens Klingholz erschlossen.